# David Avidan
David Avidan (în ebraică דוד אבידן; n. 21 februarie 1934, Tel Aviv, Palestina sub mandat britanic – d. 11 mai 1995, Tel Aviv, Israel) a fost un poet israelian, dramaturg, publicist și scenarist, figură de marcă a poeziei ebraice de avangardă din a doua jumătate a secolului al XX-lea. A fost un înnoitor al limbii, interesat în plus de cinema, artă, tehnologie și futurologie. Alături de Yehuda Amihay și Nathan Zach, Avidan este considerat unul din cei trei cei mai reprezentativi poeți de limba maternă ebraică  ai așa numitei „Generații a Statului” (Dor Hamediná) (adică generația de creatori de după înființarea Statului Israel în 1948)  

## Biografie
S-a născut în 1934 la Tel Aviv, în Palestina sub mandat britanic, ca primul fiu din cei doi ai unui cuplu de evrei imigrați din Polonia:Boleslav (Dov) Moric și Pienia,născută Najkrug. Bunicii materni au pierit ulterior, în 1943, în Holocaust.   După nașterea celor doi fii, David și Nadiv, tatăl a schimbat numele familiei din Moric în Avidan, un fel de acronim după cuvintele ebraice «Avi David veNadiv» - «Tatăl lui David și Nadiv». Nadiv Avidan a devenit mai târziu, un cunoscut autor de jocuri de inteligență. Avidan a învățat la gimnaziul „Shalva” din orașul natal și apoi a studiat literele și filozofia la Universitatea Ebraică din Ierusalim, dar fără să termine studiile. La începutul anilor cincizeci a fost membru in Uniunea Tineretului  Comunist Israelian (Banki), iar primele sale versuri le-a publicat în organul Partidului Comunist, „Kol Haam” („Vocea poporului”). 
A publicat douăzeci volume de versuri și și-a tradus o parte din poezii în engleză.
Primul volum de versuri intitulat „Robinete cu buzele tăiate” (Brazim arufei sfataim) a apărut în anul 1954 și a fost rău primit de critici. Cea dintâi recenzie pozitivă a primit-o de la criticul Gavriel Moked, care i-a rămas prieten și admirator până la sfârșitul vieții.
A publicat versuri fără înterupere, de asemenea  a scris scenarii de film, articole în ziare, s-a ocupat cu pictura și cu alte domenii artistice. 
În afară de engleză, versurile lui au fost traduse, între altele, în rusă, franceză, arabă.
Poezii ale lui David Avidan au fost puse pe note și cântate de mai mulți cântăreți israelieni. 
În 1966 o formație israeliană, numită  „Trioul Gemenilor” (Shlishiat Hateomim) a interpretat în primul ei disc „Diseară ieșim”  (Ha'erev iotzim)  mai multe cântece pe versurile lui Avidan  - "Nu suntem dansatori" (Anahnu lo rakdanim) pe muzică de Sasha Argov, "Nu-i nimica" (Ze lo norá, pe o melodie de Enrico Macias), „Shabat” (Sâmbăta) pe o melodie de Leo Ferré, și cântecul lui Ray Charles,  Hit The Road Jack, în versiunea poetului - „Pleacă de aici, Ruth” (Histalkí, Rut). 
Cel mai popular volum de versuri al său a fost „Ceva pentru cineva” (Mashehu bishvil mishehu) din 1964.
În cartea „Psihiatrul meu electronic” din 1974 David Avidan a inclus opt convorbiri pe care le-a întreținut cu programul de calculator  „Eliza” conceput de Joseph Weizenbaum, program ce fusese popularizat la vremea respectivă ca un pas înainte în domeniul inteligenței artificiale. 
A scris un alt volum de versuri, „Transmisiuni dintr-un satelit de spionaj” - din anul 1978, ajutându-se de un dictafon de mână care l-a fascinat în acei ani. 
Filmul său „Sex” a fost prezentat la Festivalul de la Cannes.
Avidan a suferit de astm bronșic și în ultimii ani ai vieții - de tulburări nervoase cu abuz de medicamente.
Poetul a murit bolnav și în sărăcie, la Tel Aviv, la 11 mai 1995. 
A fost inmormantat în cimitirul Hayarkon din Petah Tikva.Pe mormântul său este gravată scurta lui poezie Adamila (cuvânt creat de el prin sudarea lui adam = om , cu „milá” = cuvânt) . 

### Viața privată
Avidan a fost căsătorit vreme de trei ani și jumatate cu poeta și ziarista Bruria Avidan-Barir, născută Strecher.
A lăsat un copil, Tar Avidan, fiul său și al scriitoarei Tziporen Rotem.

## Distincții si onoruri
- Premiul Bialik pe anul 1994
- Premiul Abraham Woursell al universității din Viena
- Premiul primului ministru pentru literatură

## In memoriam
- Străzi la Tel Aviv (în cartierul Hamishtalá), la Petah Tikva, Netanya și Kfar Saba îi poartă numele.

## Opere

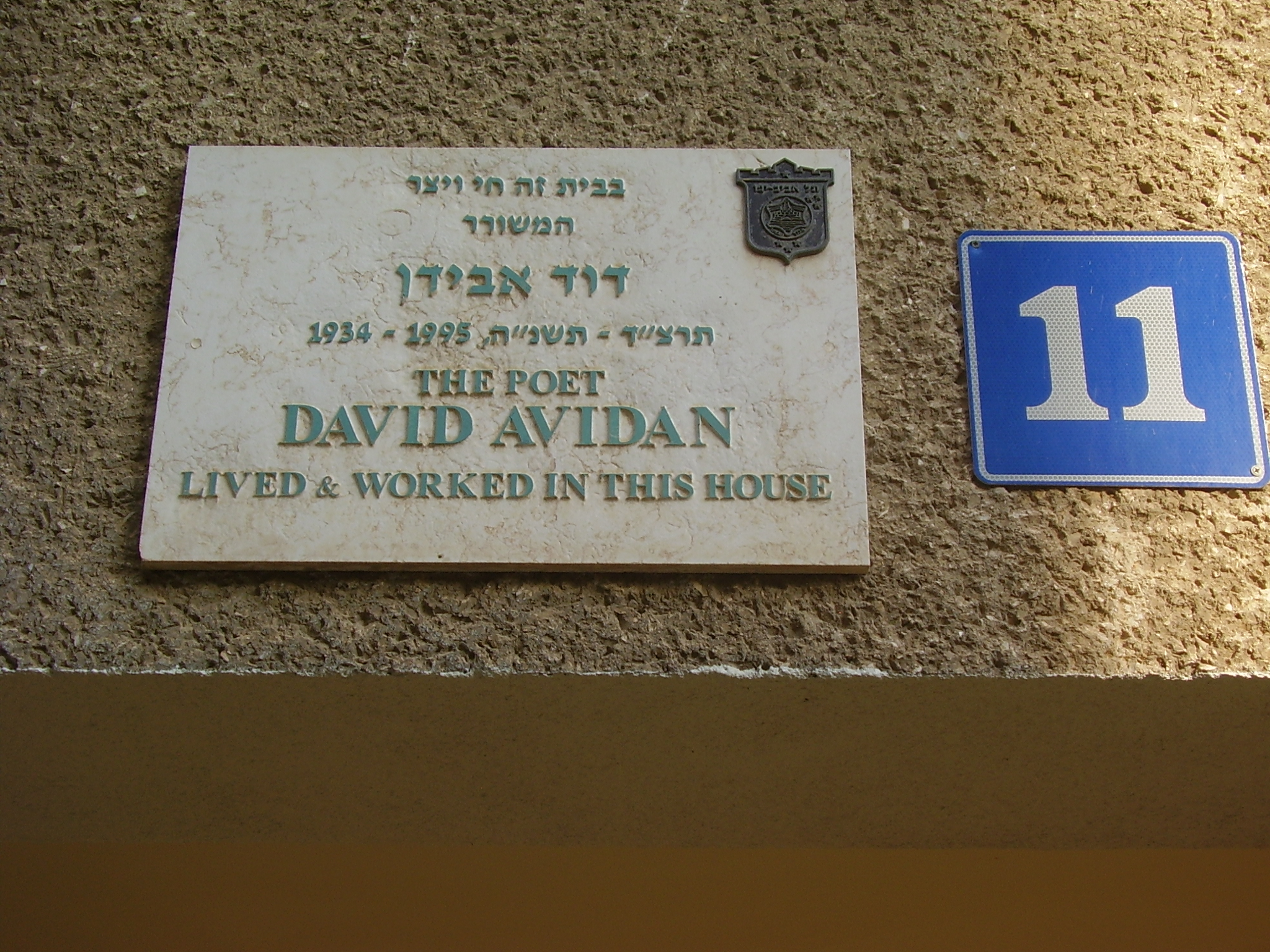
Placa memorială pe casa unde a locuit David Avidan pe strada Shimshon Haghibor 11 din Tel Aviv

### Volume de versuri
- Robinete cu buzele tăiate (1954)

ברזים ערופי שפתים ediție lărgită 2001
- Probleme personale (Baayot Ishiot) (1957) בעיות אישיות
- Sumar provizoriu (Interim) - culegere de poezii- presiune   Sikum beinaim  - Shirey lahatz (joc de cuvinte pentru sirey lahatz = oale presiune) (1962)סיכום ביניים   -   שירי לחץ
- Ceva pentru cineva משהו בשביל מישהו -selecție de versuri din 1952 - 1964
- David Avidan prezintă teatru abstract - Mâine sunteți mort,domnule - מחר אתה מת, אדוני (Mahar atá met, adoní), Carambol קאראמבול  ; Capitol ales dintr-un document evreiesc-german ; Ce contra ce? (Ma negged ma?)  (1965)
- Verbilustrații איורימילוליים la schițe de Carmela Tal, Piele (lumină) de elefant (Or shel Pil) אור של פיל
- Raport personal asupra unui trip LSD (1968)

(Doh ishí al masá LSD) 
- Poezii imposibile - Shirim bilti-efshariyim

שירים בלתי-אפשריים 1968   
- Poezii exterioare (Shirim Hitzonim) (1970) שירים  חיצונים
- Poezii utile (Shirim Shimushiyim (1973) שירים שימושיים
- Psihiatrul meu electronic (1974) 8 conversații autentice cu un computer - traducere din originalul englez

הפסיכיאטר האלקטרוני שלי 
- Poezii de dragoste și sex -  Shirei ahava umin

שירי אהבה ומין 1974
- Poezii de război și protest - Shirei milhamá umehaá 1976

שירי מלחמה ומחאה
- Poezii axiomatice - Shirim ekroniyim - 1978  שירים עקרוניים
- Transmisiuni dintr-un satelit de spionaj - 1978
- Energie măzgâlită (Energia meshurbetet)  1979
- Zece criptograme ale unei stele de televiziune  (1976)
- Avidanium 20 (1987)
- Ossidiana (1990)
- Ultimul golf - poezii ale Furtunii în Deșert (n.n. primul război al Golfului) și șapte poezii de fond 1991המיפרץ האחרון
- Adamilá - אדמלה volum postum de versuri îngrijit de David Weinfeld  - 2001

### Cărți pentru copii
- Aventurile Lui Dani Mehonani 1993 (mehonan - superdotat)
- Aventurile lui Dani Mehonani la New York  1993
- Fruntea vulpilor - ראש לשלועלים 1994

### Filme de scurt metraj
- הכל אפשרי  Totul e posibil  (1968) (Hakol efshari)
- זוז   Mișcă {1969} (Zuz)
- מין  Sex (1971) (Min)
- צפנים טלפתיים  Coduri telepatice (1976) (Tzfanim telepatiyim)
- שדר מן העתיד Mesaj din viitor (1981) Sheder min heatid

## Traduceri
- 1962 - Invitație la palat de Jean Anouilh
- 1962 - Bedtime story de Sean O'Casey (Hashaot haktanot)
- 1970 - Der aufhaltsame Aufstieg des Arturo Ui (Arturo Ui) de Bertolt Brecht
- 1976 - Kadish de Allen Ginsberg
- 2018 - postum -How He Lied to Her Husband (Cum l-a mințit pe soțul ei) de George Bernard Shaw
- 2024 postum - Nunta lui Figaro de Pierre Beaumarchais